# آلیا، سیسیلی
آلیا، سیسیلی (به ایتالیایی: Alia, Sicily) یک سکونتگاه مسکونی در ایتالیا است که در استان پالرمو واقع شده‌است.

## خصوصیات
علیا ۴۵ کیلومترمربع مساحت و ۴٬۱۸۴ نفر جمعیت دارد و ۷۵۰ متر بالاتر از سطح دریا واقع شده‌است.